# Colaspedusa verrucosa
Colaspedusa verrucosa es un coleóptero de la familia Chrysomelidae.
Fue descrita científicamente en 2001 por Medvedev & Zoia.